# Rhacophorus jarujini
Rhacophorus jarujini es una especie de anfibio anuro de la familia Rhacophoridae.

## Distribución geográfica
Esta especie es endémica de las provincias de Kalasin, Roi Et y Ubon Ratchathani en el noreste de Tailandia.

## Descripción
Rhacophorus jarujini mide de 34 a 41 mm para los machos y de 42 a 45 mm para las hembras.

## Etimología
El nombre de la especie, jarujini, se le dio en referencia de Jarujin Nabhitabhata del Museo Nacional de Ciencias de Tailandia por su trabajo sobre la biodiversidad tailandesa.

## Publicación original
- Matsui & Panha, 2006: A New Species of Rhacophorus from Eastern Thailand (Anura: Rhacophoridae). Zoological Science, vol. 23, n.º 5, p. 477-481[4]